# Xylotrechus coquerelii
Xylotrechus coquerelii là một loài bọ cánh cứng trong họ Cerambycidae.